# Leopold Lér
Leopold Lér (* 23. Oktober 1928 in Ostrava; † 20. April 2013) war tschechoslowakischer und tschechischer Parteifunktionär, Ökonom und als Politiker mehrmaliger Minister.

## Politische Karriere
Leopold Lérs Karriere betraf sowohl seine Laufbahn als Ökonom in verschiedenen Regierungen als auch sein Wirken in der Kommunistischen Partei der Tschechoslowakei (KSČ), hier dann auch seine Abgeordnetenerfolge im Parlament.
Der Ingenieur begann als Ökonom 1951 im Finanzministerium der Tschechoslowakei, wo er 1962–1968 als Stellvertretender Minister arbeitete. Nach der Föderalisierung des Landes war er 1969–1973 Finanzminister der Teilrepublik  Tschechischen Sozialistischen Republik, um 1973 zum Finanzminister der Tschechoslowakei ernannt zu werden, dies in den Regierungen Lubomír Štrougal II, Lubomír Štrougal III und Lubomír Štrougal IV, in denen er bis 1985 tätig war. Lér vertrat die Notwendigkeit, die finanzielle Selbständigkeit der Unternehmen zu stärken und die rigoros direktive Beeinflussung der Volkswirtschaftsleitung zu lockern.
1976 wurde er auf dem XV. Parteitag der kommunistischen Partei KSČ zum Kandidaten des Zentralkomitees gewählt; der XVI. Parteitag 1981 bestätigte seinen Posten.
Als Kandidat der KSČ kandidierte Lér 1971 in den Tschechischen Nationalrat und wurde gewählt. 1976 wurde er als Abgeordneter des föderalen Abgeordnetenhauses gewählt, 1981 wurde er dann bestätigt und blieb als Abgeordneter bis 1986 tätig.
Nach 1997 arbeitete Lér als Pädagoge der privaten Hochschule Bankeninstitut Bankovní institut vysoká škola in Prag.